# Manic World Tour
Manic World Tour is de derde concerttournee van de Amerikaanse zangeres Halsey, ter ondersteuning van haar derde studioalbum Manic die in 2020 verschijnt. Voorlopig begint de tour in Madrid, Spanje op 6 februari 2020, en eindigt deze in Irvine, Verenigde Staten in de zomer van 2020. 

## Verkoop
De tickets gingen op vrijdag 27 september 2019 in verkoop, nadat de shows aangekondigd werden op maandag 23 september 2019.

## Setlist
Onderstaande setlist is van de show op 6 februari in Madrid.
1. "Nightmare"
2. "Castle"
3. "Heaven In Hiding"
4. "Eyes Closed" / "Die for Me"
5. "You should be sad"
6. "Haunting"
7. "Forever ... (is a long time)"
8. "Dominic's Interlude" (intermezzo)
9. "I HATE EVERYBODY"
10. "Colors pt. II" / "Colors"
11. "Walls Could Talk"
12. "Bad At Love"
13. "3am"
14. "Finally // beautiful stranger"
15. "100 Letters" (akoestisch)
16. "Is There Somewhere"
17. "killing boys"
18. "Hold Me Down"
19. "Clementine"
20. "Graveyard"
21. "929"
22. "Ashley"
23. "Gasoline"
24. "Without Me"

## Shows
| Datum            | Stad             | Land                | Plaats            | Voorprogramma  | Opkomst        |                |
| Leg 1 - Europa   | Leg 1 - Europa   | Leg 1 - Europa      | Leg 1 - Europa    | Leg 1 - Europa | Leg 1 - Europa | Leg 1 - Europa |
| ---------------- | ---------------- | ------------------- | ----------------- | -------------- | -------------- | -------------- |
| 6 februari 2020  | Madrid           | Spanje              | WiZink Center     | Pale Waves     | 4.053          |                |
| 7 februari 2020  | Barcelona        | Spanje              | Sant Jordi Club   | Pale Waves     | 3.519          |                |
| 9 februari 2020  | Frankfurt        | Duitsland           | Jahrhunderthalle  | Pale Waves     | 4.672          |                |
| 13 februari 2020 | Milaan           | Italië              | Mediolanum Forum  | Pale Waves     | 5.726          |                |
| 15 februari 2020 | Amsterdam        | Nederland           | Ziggo Dome        | Pale Waves     | 8.767          |                |
| 17 februari 2020 | Parijs           | Frankrijk           | Dôme de Paris     | Pale Waves     | 4.135          |                |
| 21 februari 2020 | Oslo             | Noorwegen           | Oslo Spektrum     | Pale Waves     | -              |                |
| 22 februari 2020 | Kopenhagen       | Denemarken          | Royal Arena       | Pale Waves     | 3.933          |                |
| 26 februari 2020 | Helsinki         | Finland             | Helsinki Ice Hall | Pale Waves     | 4.876          |                |
| 28 februari 2020 | Berlijn          | Duitsland           | Verti Music Hall  | Pale Waves     | 4.244          |                |
| 29 februari 2020 | München          | Duitsland           | Zenit             | Pale Waves     | 5.820          |                |
| 4 maart 2020     | Esch-sur-Alzette | Luxemburg           | Rockhal           | Pale Waves     | 3.023          |                |
| 5 maart 2020     | Antwerpen        | België              | Lotto Arena       | Pale Waves     | 5.135          |                |
| 7 maart 2020     | Glasgow          | Verenigd Koninkrijk | SSE Hydro         | Pale Waves     | 7.967          |                |
| 8 maart 2020     | Londen           | Verenigd Koninkrijk | The O2 Arena      | Pale Waves     | 15.310         |                |
| 10 maart 2020    | Dublin           | Ierland             | 3Arena            | Pale Waves     | 7.657          |                |
| 12 maart 2020    | Manchester       | Verenigd Koninkrijk | Manchester Arena  | Pale Waves     | 9.939          |                |

### Geanuleerde shows
| Datum                | Stad                 | Land                 | Plaats                          | Voorprogramma        | Reden                |                      |
| Azië & Noord-Amerika | Azië & Noord-Amerika | Azië & Noord-Amerika | Azië & Noord-Amerika            | Azië & Noord-Amerika | Azië & Noord-Amerika | Azië & Noord-Amerika |
| -------------------- | -------------------- | -------------------- | ------------------------------- | -------------------- | -------------------- | -------------------- |
| 7 mei 2020           | Tokio                | Japan                | Tokyo Garden Theatre            | Chanmina             | Coronapandemie       |                      |
| 9 mei 2020           | Seoul                | Zuid-Korea           | Olympic Hall                    | Chanmina             | Coronapandemie       |                      |
| 2 juni 2020          | Auburn               | Verenigde Staten     | White River Amphitheatre        | CHVRCHΞS Omar Apollo | Coronapandemie       |                      |
| 4 juni 2020          | Ridgefield           | Verenigde Staten     | Sunlight Supply Amphitheater    | CHVRCHΞS Omar Apollo | Coronapandemie       |                      |
| 6 juni 2020          | Mountain View        | Verenigde Staten     | Shoreline Amphitheatre          | CHVRCHΞS Omar Apollo | Coronapandemie       |                      |
| 7 juni 2020          | Sacramento           | Verenigde Staten     | Golden 1 Center                 | CHVRCHΞS Omar Apollo | Coronapandemie       |                      |
| 10 juni 2020         | Los Angeles          | Verenigde Staten     | Hollywood Bowl                  | CHVRCHΞS Omar Apollo | Coronapandemie       |                      |
| 13 juni 2020         | Phoenix              | Verenigde Staten     | Ak-Chin Pavilion                | CHVRCHΞS Omar Apollo | Coronapandemie       |                      |
| 15 juni 2020         | Dallas               | Verenigde Staten     | Dos Equis Pavilion              | CHVRCHΞS Omar Apollo | Coronapandemie       |                      |
| 16 juni 2020         | The Woodlands        | Verenigde Staten     | Cynthia Woods Mitchell Pavilion | CHVRCHΞS Omar Apollo | Coronapandemie       |                      |
| 18 juni 2020         | Charlotte            | Verenigde Staten     | PNC Music Pavilion              | CHVRCHΞS Omar Apollo | Coronapandemie       |                      |
| 21 juni 2020         | Cuyahoga Falls       | Verenigde Staten     | Blossom Music Center            | CHVRCHΞS Omar Apollo | Coronapandemie       |                      |
| 24 juni 2020         | Atlanta              | Verenigde Staten     | Cellairis Amphitheatre          | CHVRCHΞS Omar Apollo | Coronapandemie       |                      |
| 26 juni 2020         | Clarkston            | Verenigde Staten     | DTE Energy Music Theatre        | CHVRCHΞS Omar Apollo | Coronapandemie       |                      |